# 斯特凡诺·祖菲
斯特凡诺·祖菲（義大利語：Stefano Zuffi，1961年5月24日—）是一位意大利艺术史专家，出生于米兰。
斯特凡诺·祖菲的专业是艺术史领域，出版了许多意大利文艺复兴和巴洛克时期的出版物，尤其是关于文艺复兴画家阿尔布雷希特·丢勒和卡拉瓦乔的专著。
斯特凡诺·祖菲是Electa出版社的编辑顾问，2002年出版了《艺术辞典》（法语：Dictionnaire de l'art）。